# Gerbillus latastei
Il gerbillo di Lataste (Gerbillus latastei  Thomas & Trouessart, 1903) è un roditore della famiglia dei Muridi diffuso nell'Africa settentrionale.

## Descrizione

### Dimensioni
Roditore di piccole dimensioni, con la lunghezza della testa e del corpo tra 100 e 120 mm, la lunghezza della coda tra 120 e 135 mm, la lunghezza del piede tra 27 e 32 mm, la lunghezza delle orecchie tra 14 e 16 mm e un peso fino a 50 g.

### Aspetto
Le parti dorsali sono arancioni brillanti con la base dei peli grigia, il colore dei fianchi passa gradualmente al bianco delle parti ventrali, delle guance, il naso, il mento, la gola e gli arti. Sono presenti una macchia sopra e dietro ogni occhio e dietro ogni orecchio. La coda è poco più lunga della testa e del corpo, arancione-brunastra sopra, bianca sotto e con un piccolo ciuffo di lunghi peli scuri all'estremità. Il cariotipo è 2n=74 FN=92-100.

## Biologia

### Comportamento
È una specie terricola.

## Distribuzione e habitat
Questa specie è diffusa in Tunisia e nella Libia occidentale.
Vive lungo i versanti delle hamada con vegetazione sparsa e lungo i margini di piccoli uadi. In Tunisia è presente nei letti sabbiosi di fiumi asciutti.

## Conservazione
La IUCN Red List, considerato che non ci sono informazioni sulla tendenza della popolazione o sull'abbondanza ma occupando ambienti sabbiosi al momento privi di minaccia, classifica G.latastei come specie a rischio minimo (Least Concern).